# Elisabeth Hilmo
Elisabeth Hilmo (ur. 29 listopada 1976 w Trondheim) – norweska piłkarka ręczna, wielokrotna reprezentantka Norwegii. Zdobyła brązowy medal olimpijski w 2000 r. w Sydney. Jest również wielokrotną medalistką mistrzostw Świata i Europy. Występuje jako obrotowa. Obecnie reprezentuje barwy norweskiego Larvik HK. W sezonie 2008/2009 przerwała karierę ze względu na urlop macierzyński.

## Sukcesy
Mistrzostwa Europy:
- 1998:  mistrzostwo Europy; Holandia
- 2002:  wicemistrzostwo Europy; Dania
- 2004:  mistrzostwo Europy; Węgry

Mistrzostwa Świata:
- 1999:  mistrzostwo Świata; Dania/Norwegia
- 2001:  wicemistrzostwo Świata; Włochy

Igrzyska Olimpijskie:
- 2000:  brązowy medal mistrzostw Olimpijskich; Sydney